# Darreh Veyān-e Pā'īn
Darreh Veyān-e Pā'īn (persiska: دَرِّه وِيانِ سُفلَى, درّه ویان پائین, Darreh Veyān-e Soflá) är en ort i Iran.   Den ligger i provinsen Kurdistan, i den nordvästra delen av landet, 400 km väster om huvudstaden Teheran. Darreh Veyān-e Pā'īn ligger 1 697 meter över havet och antalet invånare är 113.
Terrängen runt Darreh Veyān-e Pā'īn är huvudsakligen kuperad, men åt sydväst är den bergig. Terrängen runt Darreh Veyān-e Pā'īn sluttar österut. Runt Darreh Veyān-e Pā'īn är det ganska tätbefolkat, med 185 invånare per kvadratkilometer. Närmaste större samhälle är Kāmyārān, 13,8 km öster om Darreh Veyān-e Pā'īn. Trakten runt Darreh Veyān-e Pā'īn består till största delen av jordbruksmark.